# St. Michael (Nordstemmen)

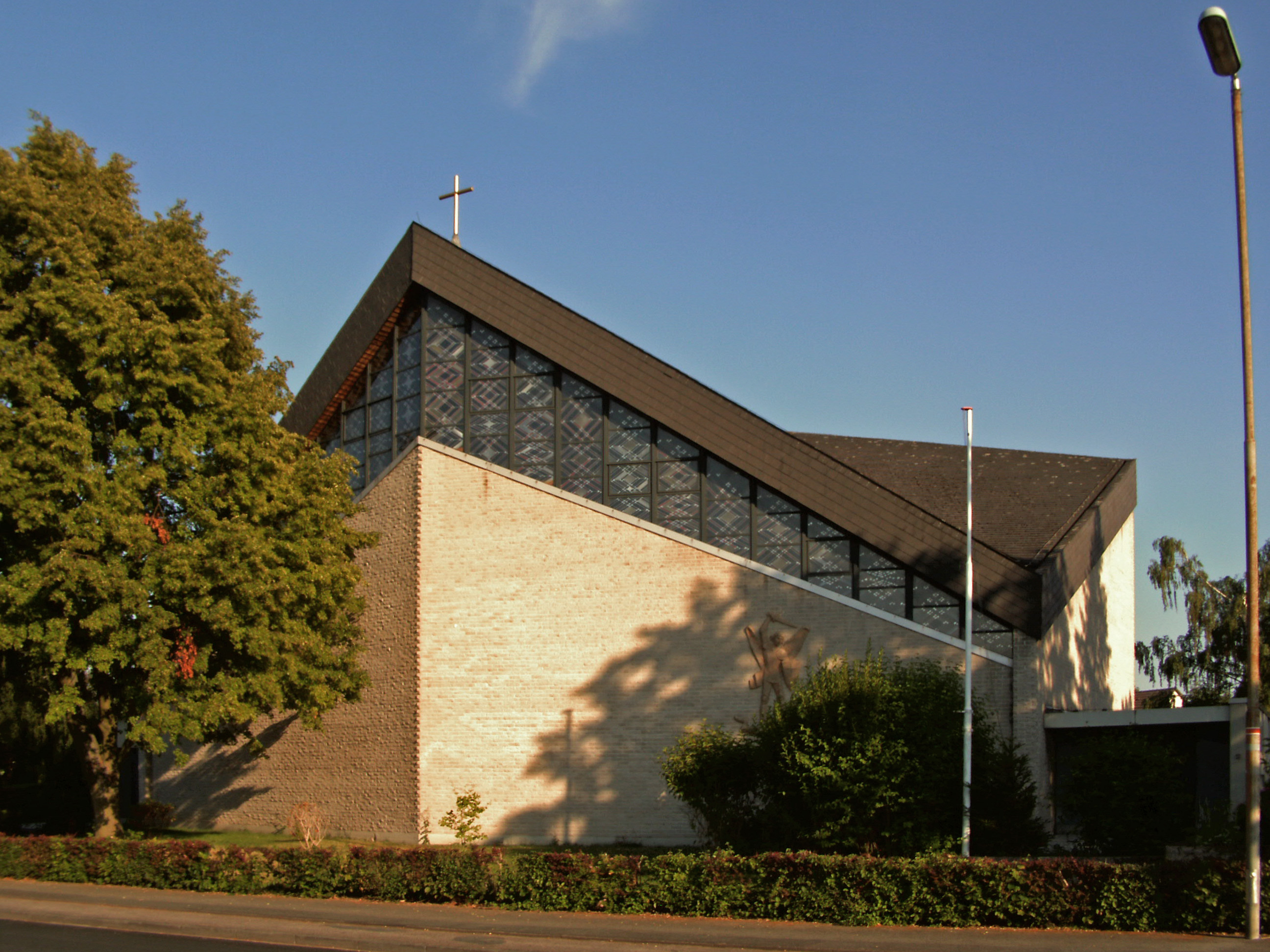
St.-Michael-Kirche (2010)

St. Michael war die römisch-katholische Kirche in Nordstemmen, einer Gemeinde im Landkreis Hildesheim in Niedersachsen. Das nach dem Erzengel Michael benannte Gotteshaus war eine Filialkirche der Pfarrei Heilig Geist mit Sitz in Sarstedt im Dekanat Borsum-Sarstedt des Bistums Hildesheim.

## Geschichte
In Nordstemmen, das damals zum Fürstentum Calenberg gehörte, wurde um 1540 die Reformation eingeführt.
Nach dem Zweiten Weltkrieg ließen sich infolge der Flucht und Vertreibung Deutscher aus Mittel- und Osteuropa wieder Katholiken in größerer Zahl in Nordstemmen und den umliegenden Ortschaften nieder, wodurch die Katholikenzahl der Pfarrei St. Joseph Poppenburg, zu der sie zunächst gehörten, von weniger als 500 auf über 2000 anwuchs. Die Katholiken von Nordstemmen besuchten zunächst die bereits seit 1786 bestehende Kirche St. Joseph auf der Burg Poppenburg.
Da die etwas abgelegene Kirche auf der Burg Poppenburg die Zahl der Gottesdienstbesucher nicht mehr fassen konnte, entschied das Bistum Hildesheim 1965, in Nordstemmen eine Kirche zu erbauen. Noch im selben Jahr wurde das Baugrundstück erworben, und Ende 1965 der Kirchbauverein Nordstemmen e. V. gegründet, der noch bis 1976 bestand.
Am 3. Juli 1969 nahm Pfarrer Karl Bothe den ersten Spatenstich vor, und am 8. November 1969 folgte die Grundsteinlegung durch Generalvikar Adalbert Sendker. Am 30. Januar 1971 nahm Bischof Heinrich Maria Janssen die Kirchweihe vor. Bereits zum 1. Januar 1971 war der Sitz der Pfarrei St. Joseph Poppenburg nach Nordstemmen verlegt worden und hatte das Patrozinium des Erzengels Michael erhalten. Die Kirche St. Joseph auf der Poppenburg war dadurch zu einer Filialkirche der Pfarrei St. Michael Nordstemmen geworden.
Am 1. Dezember 2002 wechselte die Zugehörigkeit der Kirche vom 1978 gegründeten Dekanat Förste-Sarstedt zum damals neu gegründeten Dekanat Borsum-Sarstedt. Vom 1. September 2010 an gehörte die Kirche zur Pfarrei Heilig Geist in Sarstedt, die Pfarrei St. Michael Nordstemmen wurde in diesem Zusammenhang aufgehoben.
Nachdem die Kirche sanierungsbedürftig geworden war und die Zahl der Gottesdienstbesucher erheblich zurückgegangen war, nahm Bischof Heiner Wilmer am 16. November 2024 nach einer letzten Heiligen Messe die Profanierung der Kirche vor. Damals gehörten rund 1700 Katholiken zur St.-Michael-Kirche. Die Orgel der Kirche soll in die Sarstedter Pfarrkirche umgesetzt werden, für das Kirchengebäude ist der Abriss vorgesehen. Die Kreiswohnbaugesellschaft Hildesheim will auf dem ehemaligen Kirchengrundstück Wohnhäuser errichten. In Nordstemmen soll in einem an der Hauptstraße gelegenen Ladenlokal ein katholisches Gemeindezentrum eingerichtet werden, die nächstliegenden katholischen Kirchen sind auf der Burg Poppenburg und in Klein Escherde.

## Lage, Architektur und Ausstattung
Die Kirche stand auf dem Grundstück Berliner Straße 12, an der Ecke zur Joseph-von-Eichendorff-Straße. Das moderne Gotteshaus wurde von Josef Fehlig als turmloser Zentralbau entworfen. Das Kreuz auf dem Dach der Kirche wurde erst später zugefügt. Ein an der Außenwand der Kirche angebrachtes Relief stellte den Erzengel Michael, den Schutzpatron der Kirche, dar. Der Altarraum wurde von einer Kreuzigungsgruppe dominiert. Der Tabernakel war in einer Stele integriert, die seitlich am Altarraum stand. Der 14 Stationen umfassende Kreuzweg hing an der Rückwand der Kirche, an der auch die Orgel und zwei Heiligenstatuen, darunter der Heilige Josef, platziert waren.